# Primul Ev
Primul Ev sau Primul Ev al Copiilor lui Iluvatar este, în lumea ficțională a lui J.R.R. Tolkien, perioada de timp de la Venirea Elfilor pe Pămîntul de Mijloc, până la înfrângerea lui Morgoth.